# Lake Point Tower
Lake Point Tower je mrakodrap v Chicagu stojící při ulici Lake Shore Drive. Má 69 podlaží a výšku 196,6 metrů. Výstavba probíhala v letech 1965 až 1968 podle projektu Johna Heinricha a George Schipporeita. V době dokončení se stal nejvyšším obytným mrakodrapem světa. Tím byl až do roku 1993, kdy jej překonal Tregunter 3 v Hongkongu. Díky jeho poloze na poloostrově se stal proslulou turistickou atrakcí. Budova disponuje prostory o celkové výměře 120 773 m2. Byty jsou situovány tak, aby měly vždy alespoň jedno okno s výhledem na Michiganské jezero.